# کیارا پلاکانی
کیارا پلاکانی (ایتالیایی: Chiara Pellacani؛ زادهٔ ۱۲ سپتامبر ۲۰۰۲) شیرجه‌رو زن اهل ایتالیا است.
وی در مسابقات کشوری و بین‌المللی در مجموع برندهٔ ۷ مدال طلا، ۷ مدال نقره، ۶ مدال برنز شده‌است.